# Kapnik

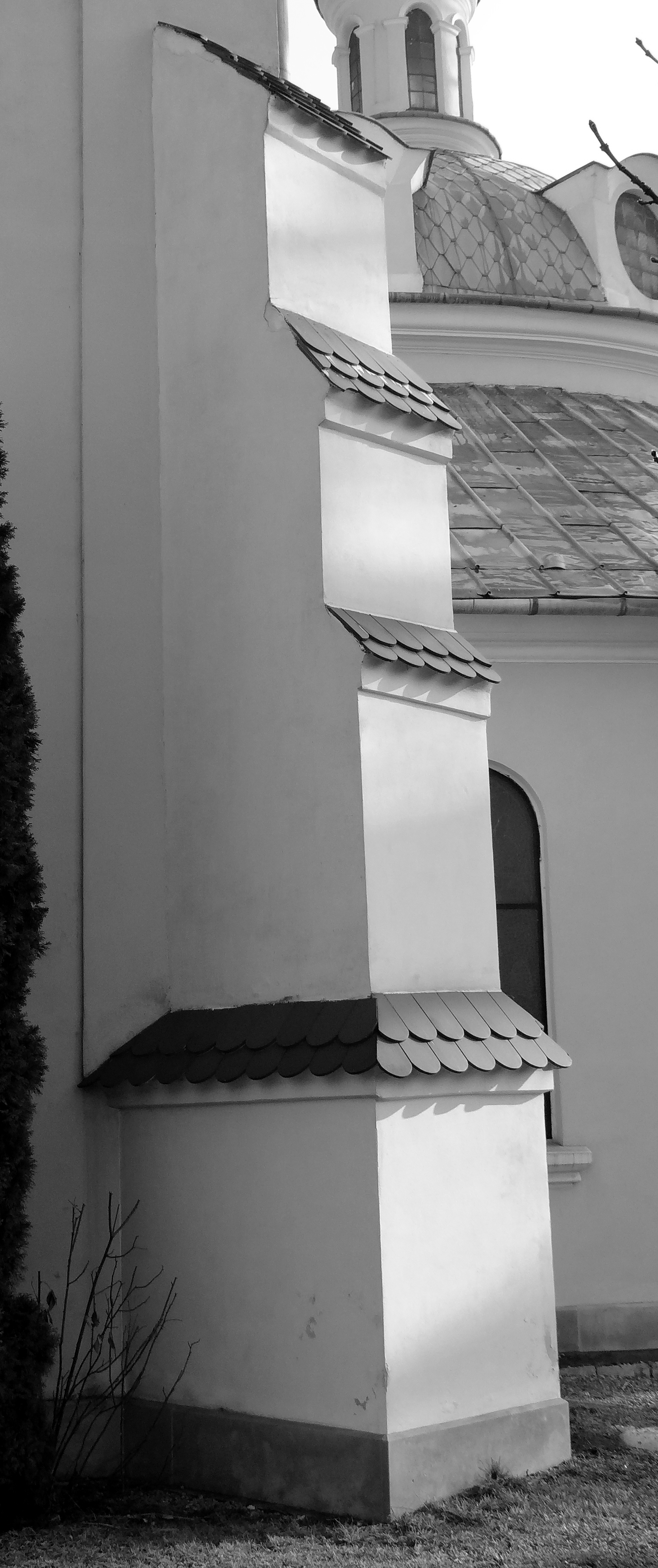
Uskoki przypory nakryte kapnikami

Kapnik – płaski, jednospadowy daszek ułożony na szczycie lub miejscu załamania przypory. Uskok przykrywa się dachówką lub płytami kamiennymi w celu ułatwienia spływu wody deszczowej. Określenie używane także dla obdaszka.